# (13580) de Saussure
(13580) de Saussure ist ein Asteroid des Hauptgürtels, der am 20. Juli 1993 vom belgischen Astronomen Eric Walter Elst (1936–2022) am La-Silla-Observatorium (Sternwarten-Code 809) der Europäischen Südsternwarte in Chile entdeckt wurde.
Der Asteroid wurde am 23. September 2010 nach dem Genfer Naturforscher Horace Bénédict de Saussure (1740–1799), der 1787 die erste wissenschaftliche Besteigung des Mont Blanc durchführte. Die Benennung ehrt gleichfalls den Schweizer Sprachwissenschaftler Ferdinand de Saussure (1857–1913).